# St. Pankratius (Aretsried)

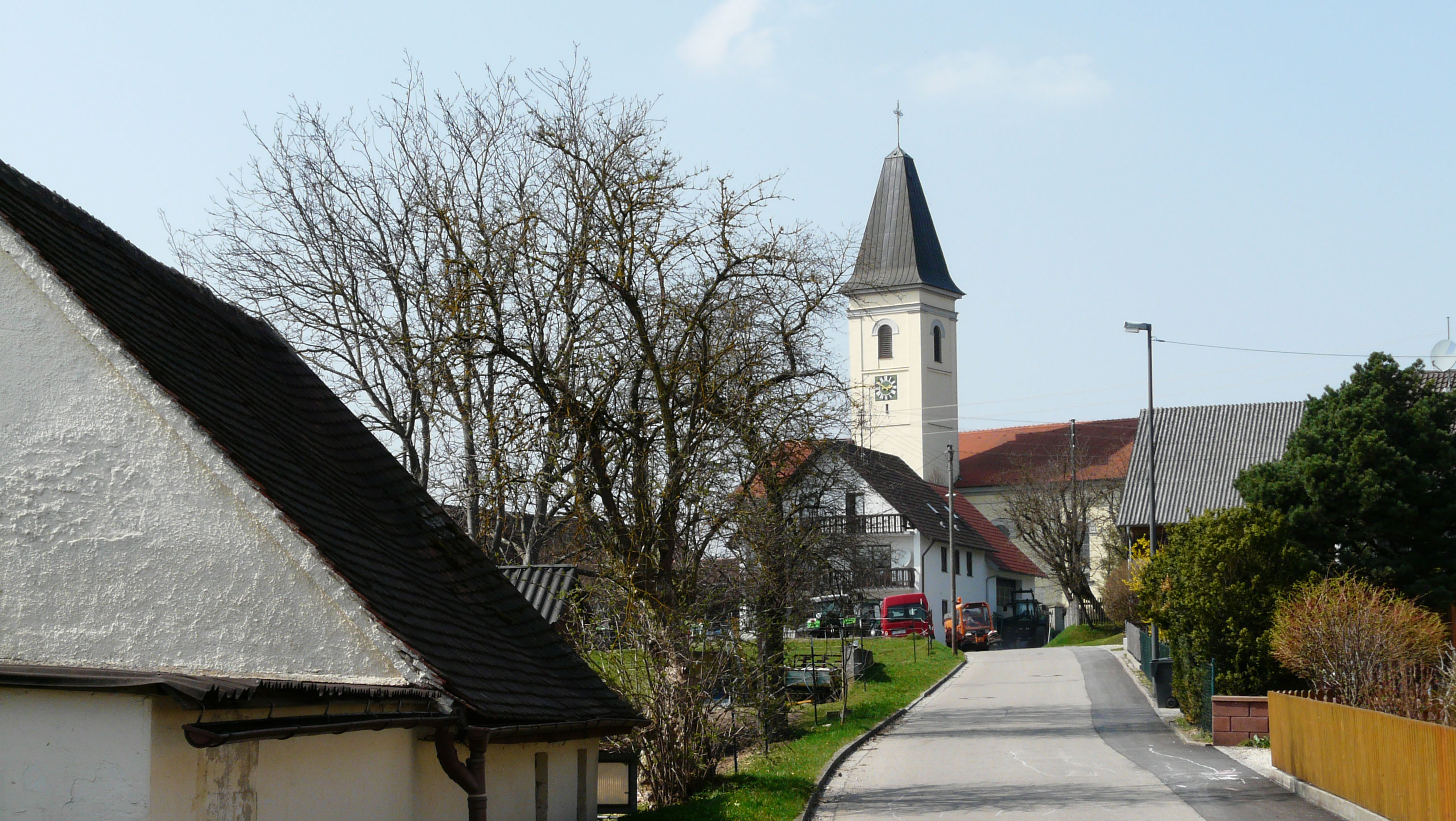
St. Pankratius in Aretsried

Die römisch-katholische Pfarrkirche St. Pankratius steht in Aretsried, einem Gemeindeteil des Marktes Fischach im schwäbischen Landkreis Augsburg in Bayern. Das Bauwerk in der Kirchbauerngasse 3 ist in der Liste der Baudenkmäler in Fischach als Baudenkmal unter der Nr. D-7-72-141-4 eingetragen. Die Pfarrei gehört zum Dekanat Schwabmünchen im Bistum Augsburg.

## Beschreibung
Die spätklassizistische Saalkirche wurde 1827 nach einem Entwurf von Johann Michael Voit erbaut. Die unteren Geschosse des Kirchturms in der Mitte der Südwand des Langhauses sind spätgotisch. Er wurde 1890 aufgestockt, um die Turmuhr und den darüber liegenden Glockenstuhl unterzubringen, und mit einem spitzen Helm bedeckt. Der eingezogene Chor ist nur im flachgedeckten Innenraum erkennbar. Die Kirchenausstattung ist einheitlich spätklassizistisch. Ein Fresko mit der Darstellung der Verklärung des Herrn und den Aposteln an den Wänden hat 1848 Liberat Hundertpfund geschaffen. Eine weitere Malerei von 1906 stammt von Oswald Völkel. Die Orgel hat Johann Michael Voit gebaut.